# Jaish al-Muhajireen wal-Ansar
Liwa al-Muhajireen wal-Ansar (JMA , árabe: لواء المهاجرون والأنصار; "Brigada de Emigrantes e Apoiadores"), anteriormente conhecida como a "Brigada Muhajireen" (Katibat al-Muhajireen), é um grupo jihadista islâmico formado combatentes estrangeiros russos e sírios nativos, que tem sido ativa na guerra civil síria contra o governo sírio. O grupo se afiliou brevemente com o Estado Islâmico do Iraque e do Levante (ISIS).  Ele foi designado como uma organização terrorista pelo Canadá e Estados Unidos. No entanto, um analista chamado Joanna Paraszczuk argumentou que as acusações de seqüestro e civis atacando indicados pelo Departamento de Estado dos EUA são falsas; ela, além disso, indica que as sanções não terá nenhum efeito prático.

## História
O grupo foi criado com o nome Muhajireen Brigade no verão de 2012, e foi conduzido por um étnica chechena, Abu Omar al-Shishani (alternativamente chamado Abu Omar al-chechena), um lutador islâmico a partir da Geórgia Pankisi Gorge. que tinha lutado contra Rússia na segunda guerra chechena e a guerra entre a Rússia e a Geórgia. Enquanto grupos jihadistas sírias como Ahrar ash-Sham e Al-Nusra incluiu muitos jihadistas estrangeiros que tinham viajado para a Síria para lutar com os rebeldes, Jaish al-Muhajireen wal-Ansar foi composta por lutadores em grande parte não-Sírios desde que foi formado.
O grupo se envolveu na batalha de Aleppo contra o Exército Sírio . O grupo perdeu dez homens em dois dias no final de setembro de 2012, em um confronto com o Exército Sírio; a unidade de reafectar posteriormente após receber apoio insuficiente de outros rebeldes
A Brigada Mujahidin  passou a participar de grandes assaltos contra bases militares sírias em aliança com outras unidades jihadistas. Em outubro de 2012, eles ajudaram a Frente Al-Nusra em um ataque nos 606 Foguetes da brigada, uma defesa aérea e base de mísseis scud em Alepo.
Em dezembro de 2012, que lutou ao lado de Al-Nusra Frente durante a ultrapassagem do Sheikh base do Exército Suleiman em Western Aleppo. Em fevereiro de 2013, em conjunto com o Al-Tawhid Brigade e Al-Nusra Frente, eles invadiram a base do militar síria 80º Regimento de perto do principal aeroporto de Aleppo.